# Orendain
Orendain település Spanyolországban, Gipuzkoa tartományban. Orendain Abaltzisketa, Gaintza, Baliarrain, Legorreta, Ikaztegieta, Alegia és Amezketa községekkel határos. Lakosainak száma 245 fő (2024).

## Népesség
A település népessége az utóbbi években az alábbiak szerint változott:
| Lakosok száma | 140  | 162  | 170  | 183  | 186  | 193  | 200  | 218  | 230  | 245  |
|               | 2001 | 2004 | 2006 | 2009 | 2011 | 2014 | 2016 | 2019 | 2021 | 2024 |